# Waalse kerk (Breda)

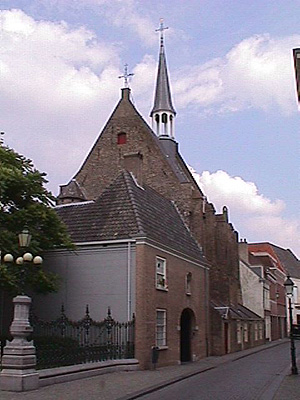
Waalse kerk

De Waalse kerk Breda is een Waalse kerk uit de 15e eeuw dicht bij het Begijnhof in het centrum van Breda. Het is een rijksmonument.
De kerk werd in 1440 gesticht door Johanna van Polanen en een eeuw later geschonken aan de Begijnen. Voorheen was de naam de Wendelinuskapel, een kapel gewijd aan de Heilige Wendelinus, die beschermde tegen de pest. Odillia van Nassau-Dillenburg, dochter van Maria van Loon-Heinsberg was er de eerste priores.
In 1590 werd het katholieke Breda veroverd door Prins Maurits, wat grote veranderingen in de stad teweegbracht. De kapel werd de Begijnen afgenomen en werd ingericht als Waalse Kerk. In 1625 heroverde Spinola de stad en kregen de Begijnen het gebouw weer tot hun beschikking, maar in 1637 werden de Spanjaarden ten slotte verjaagd door Maurits' broer Prins Frederik. De overwinning van de protestanten vond haar bekrachtiging in de Vrede van Münster in 1648.
Tegenwoordig is het gebouw onder meer in gebruik als trouwlocatie. Kerkdiensten vinden plaats elke tweede en vierde zondag van de maand om 11.00 uur.
De kerk beschikt over een König-orgel. Henco de Berg is als organist verbonden aan de Waalse Kerk te Breda.

## Galerij

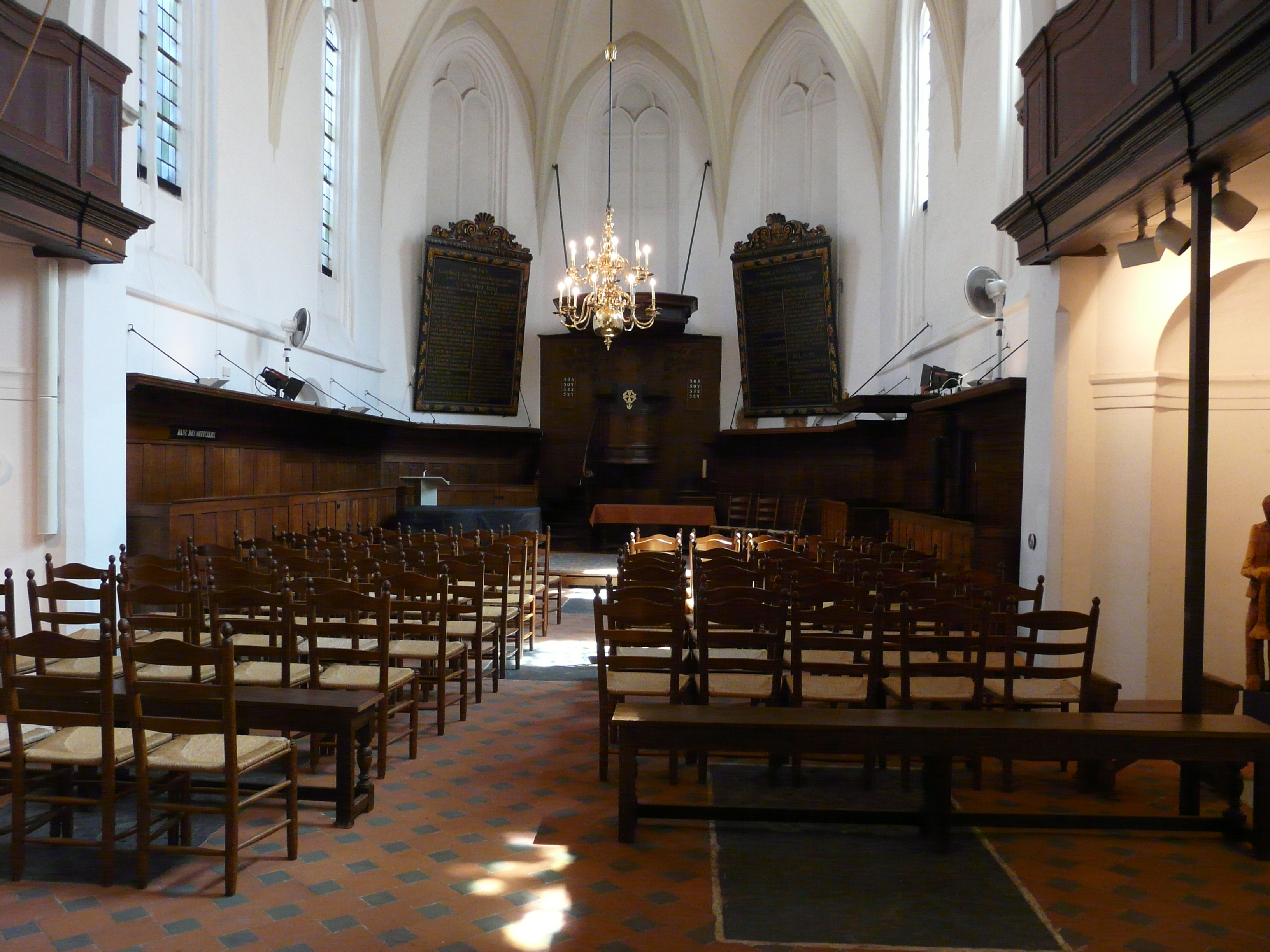
Interieur Waalse kerk
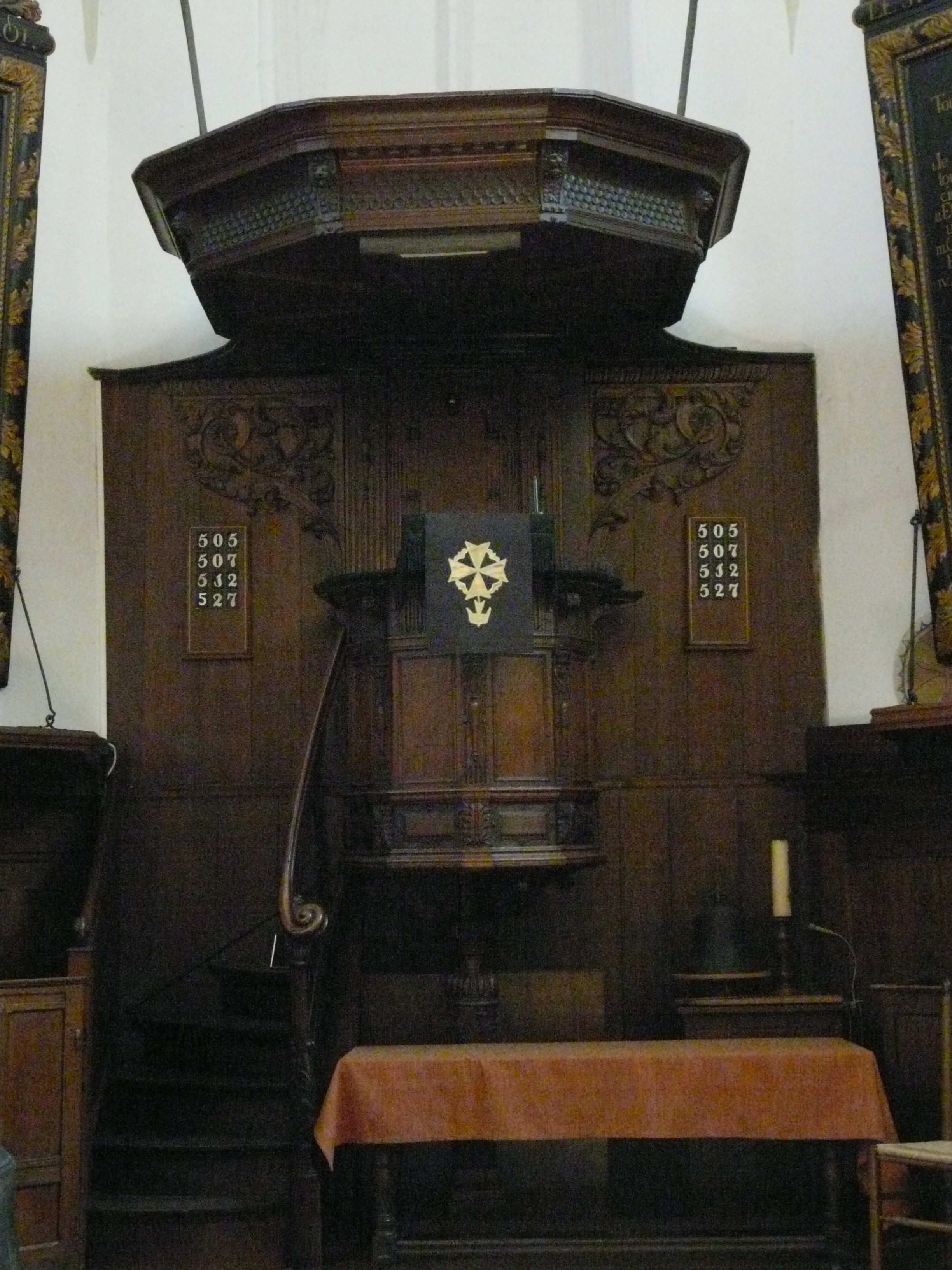
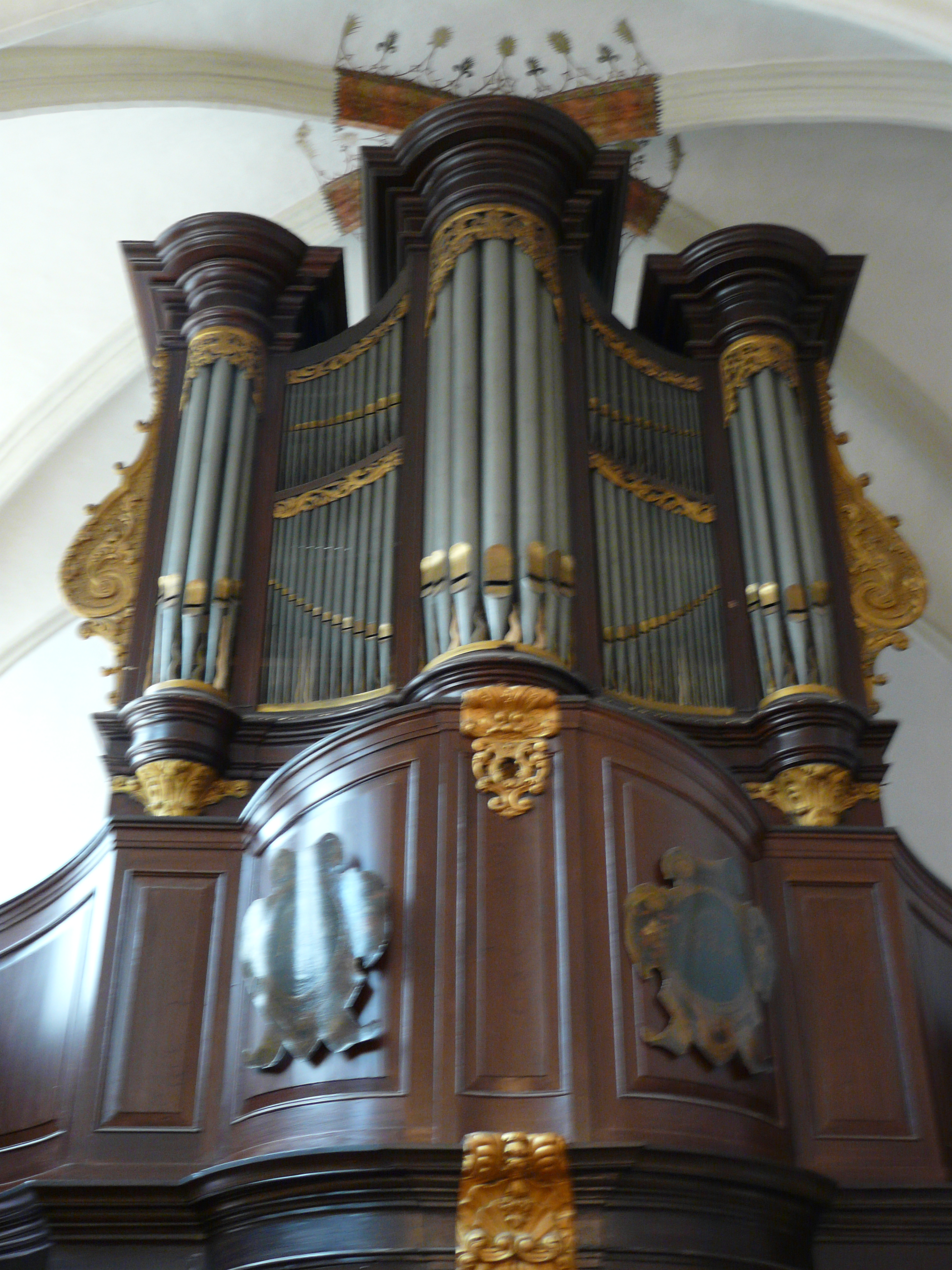
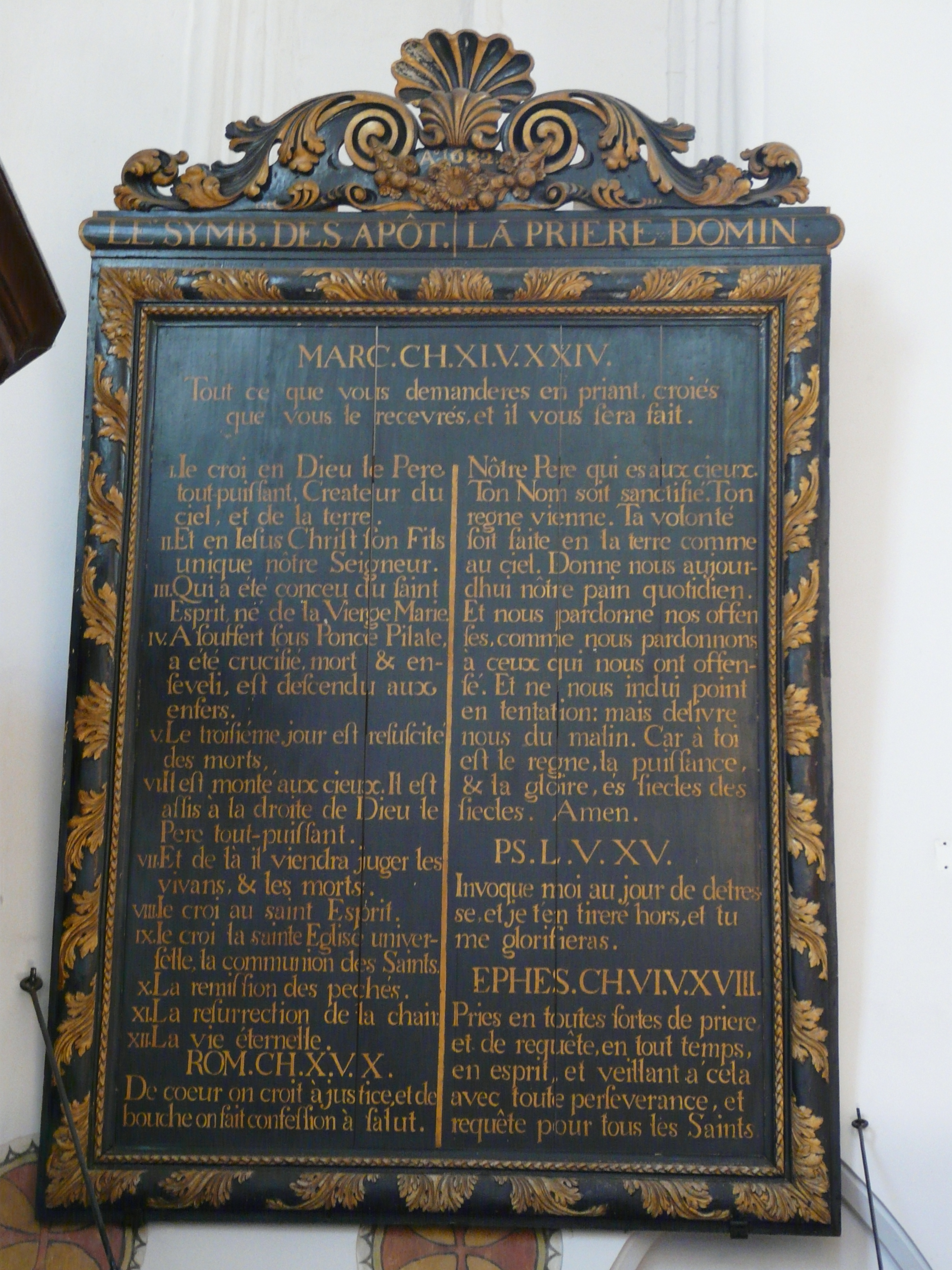